# 村田政矩
村田 政矩（むらた まさのり）は、江戸時代後期の武士。佐賀藩の重臣。村田若狭の通称でも知られる。日本人で2番目にプロテスタントの洗礼を受けた人物。

## 生涯

### 生い立ち
文化9年（1812年）、佐賀藩の重臣である深堀鍋島家の鍋島茂辰の子として誕生。同じく佐賀藩重臣（親類）で、肥前久保田領1万余石の領主である村田政恒の養子となった。
以下のように聖書と出会う以前より、蘭癖として知られた人物であった。

### 聖書との出会い
嘉永6年（1854年）、日米和親条約の締結によって函館と下田が開港され、水や薪の補給が許可されるようになると、外国船が日本に来航するようになった。江戸幕府は外国船の不法上陸を取り締まるために沿岸警備の強化を命じた。長崎は長崎奉行の管轄であったが、佐賀藩などの近隣の藩と提携しており、政矩は佐賀藩10代藩主・鍋島直正の命を受けて長崎に派遣され、長崎奉行の下で警備に従事した。
嘉永7年（1855年）、イギリス国籍の軍艦が長崎港に停泊した。当時、イギリス人の上陸はできなかったので、政矩は佐賀藩士・古川礼之助に軍艦の訪問を命じた。古川は軍艦に訪問した帰りに長崎港に一冊の書物が浮かんでいるのを発見して、それを政矩に届けた。この本を研究しようとした政矩が、長崎奉行所属のオランダ通詞に内容を確認したところ、英語訳聖書であることが判明した。当時、陽明学を学ぶ者は聖書をも学ぼうとする風潮があった。
長崎警備の任期を終え、佐賀藩に帰った政矩は、安政6年（1859年）、家臣の江口梅亭を医学研究のために長崎に派遣した。これには、聖書を研究させるという目的もあった。
安政5年（1858年）に日米修好通商条約が締結され、翌安政6年（1859年）には長崎港を含む四港が開港されて外国人の上陸が許可されるようになった。同年11月、江口は長崎に在住していたオランダ改革派の宣教師グイド・フルベッキに会った。フルベッキは同じくオランダ改革派のジェームス・カーティス・ヘボン宣教師と一緒の船で、滞在していた上海から来日したばかりだった。聖書について質問した江口は、フルベッキから聖書が既に中国語に翻訳されているという情報を得た。分冊で出版されていた新約聖書（ロバート・モリソン訳、1812年刊）、旧約聖書（ウィリアム・ミルン訳、1823年）は長崎の出島での交易によって輸入されていたので、江口はすぐに漢訳聖書を入手し、政矩に届けた。
村田は独学で理解しようとしたが、江口は漢訳聖書をよく理解できなかった。そこで政矩は文久2年（1862年）に江口梅亭と本野盛亨（本野周蔵）、実弟の綾部幸熙を長崎に派遣して、フルベッキの下で研究させた。なお、江口は後に医者として活躍したが、生涯洗礼を受けることはなかった。

### 洗礼
政矩は江口・本野・恭を通して間接的に聖書を学び、求道を始めるようになった。慶応2年（1866年）5月14日、自ら長崎のフルベッキを尋ねて直接聖書を学び、そして、5月20日のペンテコステの日に、恭と共にフルベッキから洗礼を受けた。前年11月、横浜で洗礼を受けたヘボンの日本語教師矢野隆山に続いて、日本のプロテスタント2番目の受洗者であった。3年後には政矩の家族と清水宮内という名の僧侶もフルベッキから洗礼を受けた。その後、フルベッキは明治政府から招聘されて東京で大学教授になり、長崎を離れる。
まだ明治政府が江戸幕府から続くキリスト教禁制を継承しており、当11代藩主・鍋島直大に洗礼を受けたことを報告し処分を願い出たが、直大は家老の職を解き隠居させるに留めた。政矩は明治5年（1872年）に没するまで、漢訳聖書から日本語への聖書翻訳に余生を費やした。

### 死後
村田の死後も、後任のヘンリー・スタウトの指導の下、佐賀藩士や近隣の者らが聖書の和訳に取り組みながら集会を続けた。この集会から川崎敏雄と吉富祇貞らの伝道者が育った。そして、長崎日本基督公会（のちに日本基督一致教会）から瀬川浅、栗原賢明が佐賀の集会の伝道を支援した。
教会員数が拡大し、明治13年（1880年）2月に会堂を辻堂に移し、講義所を形成した。明治13年（1881年）より留川一路が派遣され教会の基礎を築いた。明治18年（1885年）に佐賀伝道所と改称した。川崎敏雄が定住伝道者に就任した。明治23年（1890年）には佐賀市与賀町にスタウトの設計による会堂が落成した。これが今日の日本基督教団佐賀教会である。
大正4年（1915年）、正五位を追贈された。